# Грауденц, Джон
Джон Грауденц (нем. John Graudenz; 12 ноября 1884 года, Данциг, Германия — 22 декабря 1942 года, Берлин, Германия) — журналист, фотокорреспондент, антифашист, участник движения Сопротивления во время Второй мировой войны.

## Биография
После ссоры с отцом в 17 лет уехал в Англию. Вернулся в Германию и начал изучать языки. В 1915—1916 годах работал журналистом и вскоре возглавил берлинское бюро United Press.
В 1921 году стал одним из основателей Коммунистической рабочей партии Германии. В 1922 году поступил на работу в московское бюро United Press, где был корреспондентом до 1924 года. Первым сообщил в США о смерти Владимира Ульянова-Ленина. В 1924 году организовал поездку на пароходе по Волге, во время которого он и другие журналисты, аккредитованные в СССР, стали свидетелями последствий голода и нищеты в Поволжье. Из-за этой акции правительство Советского Союза выдворило его из страны.
В 1925 году женился на Антонии Васмут. В 1928 году вместе с Францем Юнгом основал в Берлине фотостудию Dephot. С 1928 по 1932 год был постоянным корреспондентом New York Times в Германии. С 1932 года был представителем машиностроительной компании в Ирландии. В 1934—1935 годах вернулся с семьей в Берлин. Какое-то время он не мог устроиться на работу, и семья была вынуждена переехать к родственникам. В том же году был принят на должность торгового представителя аэрокосмической промышленности в компании Grau-Bremsen. Семья вернулась в Берлин, где поселилась в купленном им доме на окраине города, в Штансдорфе.
После 1933 года сотрудничал с разными группами движения Сопротивления. Восстановил контакты с коммунистами. Помог эмигрировать дочери Отто Гросса, старого друга Франца Юнга. Весной 1939 года познакомился с Харро и Либертас Шульце-Бойзенами. Принимал активное участие в деятельности берлинской группы «Красной капеллы». Купил копировальную машину, и вместе с Эрнстом Хаппахом печатал на ней антифашистские листовки. Сыграл важную роль в издании брошюры AGIS. Снабжал Харро Шульце-Бойзена необходимой информацией, особенно в области последних авиационных технологий.
Вместе с Гансом Коппи пытался установить радиоточку на чердаке своего дома. Но высокие деревья заглушили радиосигнал.

### Арест и казнь
12 сентября 1942 года был арестован гестапо. Жена и две дочери, Карин и Сильва тоже были арестованы, но вскоре их отпустили. 12 ноября, в день его рождения, семье разрешили свидание с заключенным в главном офисе гестапо на Принц-Альбрехт-штрассе. Однако планы нацистов на откровенные беседы супругов не оправдались. 19 декабря того же года Имперский военный суд признал Джона Грауденца виновным и приговорил к смертной казни. Он был повешен 22 декабря 1942 года в тюрьме Плёцензее в Берлине. Вскоре после казни мужа, вторая палата Имперского военного трибунала 12 февраля 1943 года признала Тони Грауденц виновной «в недонесении» и приговорила к трём годам тюремного заключения.

### Память
В Штансдорф есть улица его имени, и установлен мемориальный камень в память о нём и Анне Краусс.